# 里奇伍德縣區 (伊利諾伊州卡爾霍恩縣)
里奇伍德縣區（英語：Precincts (United States)）是位於美國伊利諾伊州卡爾霍恩縣的一個縣區。

## 地方資料
根據2010年美國人口普查的數據，里奇伍德縣區的面積為108.93平方千米，當中陸地面積為92.13平方千米，而水域面積為16.80平方千米。當地共有人口820人，而人口密度為每平方千米7.53人。